# Epitausa obliterans
Epitausa obliterans är en fjärilsart som beskrevs av Walker 1858. Epitausa obliterans ingår i släktet Epitausa och familjen nattflyn. Inga underarter finns listade i Catalogue of Life.